# Romane Miradoli
Romane Miradoli (ur. 10 marca 1994 w Bonneville) – francuska narciarka alpejska, trzykrotna medalistka mistrzostw świata juniorów.

## Kariera
Po raz pierwszy na arenie międzynarodowej Romane Miradoli pojawiła się 23 listopada 2009 roku w Val Thorens, gdzie w zawodach FIS Race zajęła 21. miejsce w gigancie. W 2011 roku wystartowała na mistrzostwach świata juniorów w Crans-Montanie, gdzie jej najlepszym wynikiem było trzynaste miejsce w slalomie. Jeszcze czterokrotnie startowała na imprezach tego cyklu, największy sukces osiągając podczas mistrzostw świata juniorów w Hafjell w 2015 roku, gdzie wywalczyła srebrny medal w kombinacji. W zawodach tych rozdzieliła na podium Rahel Kopp ze Szwajcarii oraz Norweżkę Minę Fürst Holtmann. Miradoli zdobyła także dwa brązowe medale na rozgrywanych dwa lata wcześniej mistrzostwach świata juniorów w Québecu. Najpierw zajęła tam trzecie miejsce w zjeździe, ustępując tylko swej rodaczce Jennifer Piot i Austriaczce Stephanie Venier. Następnie na najniższym stopniu podium stanęła także w gigancie, plasując się tym razem za Austriaczką Lisą-Marią Zeller i Ragnhild Mowinckel z Norwegii.
W zawodach Pucharu Świata zadebiutowała 7 grudnia 2012 roku w Sankt Moritz, gdzie nie ukończyła rywalizacji w superkombinacji. Pierwsze pucharowe punkty wywalczyła 12 stycznia 2014 roku w Altenmarkt, gdzie w tej samej konkurencji zajęła 24. miejsce. Na podium zawodów tego cyklu pierwszy raz stanęła 5 marca 2022 roku w Lenzerheide, gdzie wygrała rywalizację w supergigancie. W zawodach tych wyprzedziła Mikaelę Shiffrin z USA i Larę Gut-Behrami Szwajcarii.
Wystartowała na igrzyskach olimpijskich w Pekinie w 2022 roku, gdzie zajęła 11. miejsce w supergigancie i 13. w zjeździe. Na rozgrywanych trzy lata później mistrzostwach świata w Saalbach była między innymi jedenasta w kombinacji drużynowej oraz piętnasta w supergigancie.

## Osiągnięcia

### Igrzyska olimpijskie
| Miejsce | Dzień     | Rok  | Miejscowość | Konkurencja     | Czas    | Strata | Zwyciężczyni     |
| ------- | --------- | ---- | ----------- | --------------- | ------- | ------ | ---------------- |
| 11.     | 11 lutego | 2022 | Pekin       | Supergigant     | 1:13,51 | +0,90  | Lara Gut-Behrami |
| 13.     | 15 lutego | 2022 | Pekin       | Zjazd           | 1:31,87 | +2,06  | Corinne Suter    |
| DNF2    | 17 lutego | 2022 | Pekin       | Superkombinacja | 2:25,67 | –      | Michelle Gisin   |

### Mistrzostwa świata
| Miejsce | Dzień     | Rok  | Miejscowość        | Konkurencja          | Czas biegu | Strata | Zwyciężczyni       |
| ------- | --------- | ---- | ------------------ | -------------------- | ---------- | ------ | ------------------ |
| 16.     | 7 lutego  | 2017 | Sankt Moritz       | Supergigant          | 1:21,34    | +1,80  | Nicole Schmidhofer |
| 16.     | 10 lutego | 2017 | Sankt Moritz       | Superkombinacja      | 1:58,88    | +2,76  | Wendy Holdener     |
| 31.     | 12 lutego | 2017 | Sankt Moritz       | Zjazd                | 1:32,85    | +2,99  | Ilka Štuhec        |
| 17.     | 5 lutego  | 2019 | Åre                | Supergigant          | 1:04,89    | +1,64  | Mikaela Shiffrin   |
| 20.     | 10 lutego | 2019 | Åre                | Zjazd                | 1:01,74    | +1,36  | Ilka Štuhec        |
| 25.     | 14 lutego | 2019 | Åre                | Gigant               | 2:01,97    | +3,42  | Petra Vlhová       |
| DNF2    | 6 lutego  | 2023 | Courchevel/Méribel | Kombinacja           | 1:57,47    | –      | Federica Brignone  |
| 16.     | 8 lutego  | 2023 | Courchevel/Méribel | Supergigant          | 1:28,06    | +1,04  | Marta Bassino      |
| 15.     | 11 lutego | 2023 | Courchevel/Méribel | Zjazd                | 1:28,03    | +1,07  | Jasmine Flury      |
| DNF2    | 17 lutego | 2023 | Courchevel/Méribel | Gigant               | 2:07,13    | –      | Mikaela Shiffrin   |
| 15.     | 6 lutego  | 2025 | Saalbach           | Supergigant          | 1:20,47    | +1,59  | Stephanie Venier   |
| 23.     | 6 lutego  | 2025 | Saalbach           | Zjazd                | 1:41,29    | +3,38  | Breezy Johnson     |
| 11.     | 11 lutego | 2025 | Saalbach           | Kombinacja drużynowa | 2:40,89    | +1,60  | Stany Zjednoczone  |

### Mistrzostwa świata juniorów
| Miejsce | Dzień     | Rok  | Miejscowość   | Konkurencja     | Czas biegu  | Strata  | Zwyciężczyni            |
| ------- | --------- | ---- | ------------- | --------------- | ----------- | ------- | ----------------------- |
| 21.     | 1 lutego  | 2011 | Crans-Montana | Zjazd           | 1:32,11 min | +2,79 s | Lotte Smiseth Sejersted |
| DNF1    | 2 lutego  | 2011 | Crans-Montana | Gigant          | 2:28,27 min | -       | Sara Hector             |
| 13.     | 3 lutego  | 2011 | Crans-Montana | Slalom          | 1:40,32 min | +4,43 s | Jessica Depauli         |
| DNF     | 5 lutego  | 2011 | Crans-Montana | Supergigant     | 1:28,23 min | -       | Elena Curtoni           |
| DNF1    | 1 marca   | 2012 | Roccaraso     | Slalom          | 1:42,69 min | -       | Stephanie Brunner       |
| 10.     | 3 marca   | 2012 | Roccaraso     | Gigant          | 2:45,02 min | +1,39 s | Ragnhild Mowinckel      |
| DNF     | 5 marca   | 2012 | Roccaraso     | Supergigant     | -           | +0,88 s | Annie Winquist          |
| DNF1    | 21 lutego | 2013 | Québec        | Slalom          | 1:52,10 min | -       | Magdalena Fjällström    |
| 3.      | 22 lutego | 2013 | Québec        | Gigant          | 2:22,23 min | +0,62 s | Lisa-Maria Zeller       |
| 4.      | 24 lutego | 2013 | Québec        | Supergigant     | 1:00,89 min | +1,04 s | Stephanie Venier        |
| 3.      | 26 lutego | 2013 | Québec        | Zjazd           | 1:11,18 min | +0,24 s | Jennifer Piot           |
| 11.     | 27 lutego | 2014 | Jasná         | Gigant          | 1:52,86 min | +3,14 s | Marta Bassino           |
| DNF2    | 28 lutego | 2014 | Jasná         | Slalom          | 1:36,09 min | -       | Petra Vlhová            |
| 16.     | 3 marca   | 2014 | Jasná         | Supergigant     | 1:14,71 min | +1,60 s | Corinne Suter           |
| 15.     | 3 marca   | 2014 | Jasná         | Superkombinacja | 2:11,34 min | +2,54 s | Elisabeth Kappauer      |
| 4.      | 10 marca  | 2015 | Hafjell       | Supergigant     | 1:23,81 min | +0,57 s | Federica Sosio          |
| 2.      | 10 marca  | 2015 | Hafjell       | Superkombinacja | 2:08,54 min | +0,36 s | Rahel Kopp              |
| 22.     | 13 marca  | 2015 | Hafjell       | Zjazd           | 2:25,14 min | +2,25 s | Mina Fürst Holtmann     |

### Puchar Świata

#### Miejsca w klasyfikacji generalnej
- sezon 2013/2014: 112.
- sezon 2014/2015: 75.
- sezon 2015/2016: 51.
- sezon 2016/2017: 78.
- sezon 2017/2018: 59.
- sezon 2018/2019: 23.
- sezon 2019/2020: 17.
- sezon 2020/2021: 98.
- sezon 2021/2022: 18.
- sezon 2022/2023: 37.
- sezon 2023/2024: 34.
- sezon 2024/2025: 30.

#### Miejsca na podium w zawodach
1. Lenzerheide – 5 marca 2022 (supergigant) – 1. miejsce
2. Sankt Moritz – 18 grudnia 2022 (supergigant) – 3. miejsce
3. Cortina d’Ampezzo – 28 stycznia 2024 (supergigant) – 3. miejsce
4. La Thuile – 14 marca 2025 (supergigant) – 3. miejsce